# Geld oder Leben!
Geld oder Leben! ist das 1985 erschienene fünfte Album der österreichischen Pop-Rock-Band Erste Allgemeine Verunsicherung. Es ist das erfolgreichste Album der Band, erreichte in Österreich Platz eins und hielt sich 78 Wochen in den dortigen Charts.

## Hintergrund
Das Album erschien am 11. Oktober 1985 als LP und MC. 1986 wurde es auch als CD veröffentlicht. Die Lieder Ba-Ba-Banküberfall, Märchenprinz, Heiße Nächte (in Palermo) und Fata Morgana wurden als Singles ausgekoppelt. Ba-Ba-Banküberfall wurde zudem ins Englische übersetzt und als Ba-Ba-Bankrobbery veröffentlicht. Auf diesem Album traten die Interpreten unter den Pseudonymen „Dreigoschenopa“ (Klaus Eberhartinger), „Der Greifer“ (Thomas Spitzer), „Kare Schwedenbitter“ (Nino Holm), „Der Würger von Basston“ (Eik Breit), „Inspektor Korrupnik“ (Anders Stenmo) und „Mecky Esser“ (Günther Schönberger) auf.
Zu dem Song Ba-Ba-Banküberfall wurde die Band laut Klaus Eberhartinger von einer wahren Begebenheit inspiriert. So soll ein Bankräuber in München den Kassierer mit dem Finger im Mantel bedroht haben, um eine Pistole vorzutäuschen. Anschließend sei er geflüchtet und habe in der Bank seinen Geldbeutel verloren.

## Titel
1. Geld oder Leben 4:46
2. Johnny 1 – Fahrscheine 0:43
3. Ba-Ba-Banküberfall 3:38
4. Johnny 2 – Zuckerwatte 0:32
5. Heiße Nächte (in Palermo) 3:27
6. Einsamkeit 4:17
7. Fata Morgana 4:19
8. Märchenprinz 3:31
9. Johnny 3 – Bullen 0:27
10. Echte Helden 4:11
11. Johnny 4 – Feuer 0:17
12. Küss die Hand, Herr Kerkermeister 4:50
13. Johnny 5 – WC 0:28
14. Es g’winnt a jeder 3:19
15. Morgen 3:42

Alle Texte stammen von Thomas Spitzer, die Musik von Erste Allgemeine Verunsicherung.

## Kommerzieller Erfolg

### Chartplatzierungen
| ChartsChartplatzierungen | Höchstplatzierung | Wochen |
| ------------------------ | ----------------- | ------ |
| Deutschland (GfK)        | 10 (60 Wo.)       | 60     |
| Österreich (Ö3)          | 1 (78 Wo.)        | 78     |
| Schweiz (IFPI)           | 3 (15 Wo.)        | 15     |

| ChartsJahrescharts (1986) | Platzierung |
| ------------------------- | ----------- |
| Deutschland (GfK)         | 29          |
| Österreich (Ö3)           | 1           |

| ChartsJahrescharts (1987) | Platzierung |
| ------------------------- | ----------- |
| Deutschland (GfK)         | 71          |
| Österreich (Ö3)           | 5           |

### Auszeichnungen für Musikverkäufe
Das Album erreichte in Österreich fünffach und in Deutschland einfach Platin sowie in der Schweiz Gold.
| Land/Region        | Auszeichnungen für Musikverkäufe (Land/Region, Auszeichnung, Verkäufe) | Verkäufe |
| ------------------ | ---------------------------------------------------------------------- | -------- |
| Deutschland (BVMI) | Platin                                                                 | 500.000  |
| Österreich (IFPI)  | 5× Platin                                                              | 250.000  |
| Schweiz (IFPI)     | Platin                                                                 | 50.000   |
| Insgesamt          | 7× Platin ·                                                            | 800.000  |